# Restaurant

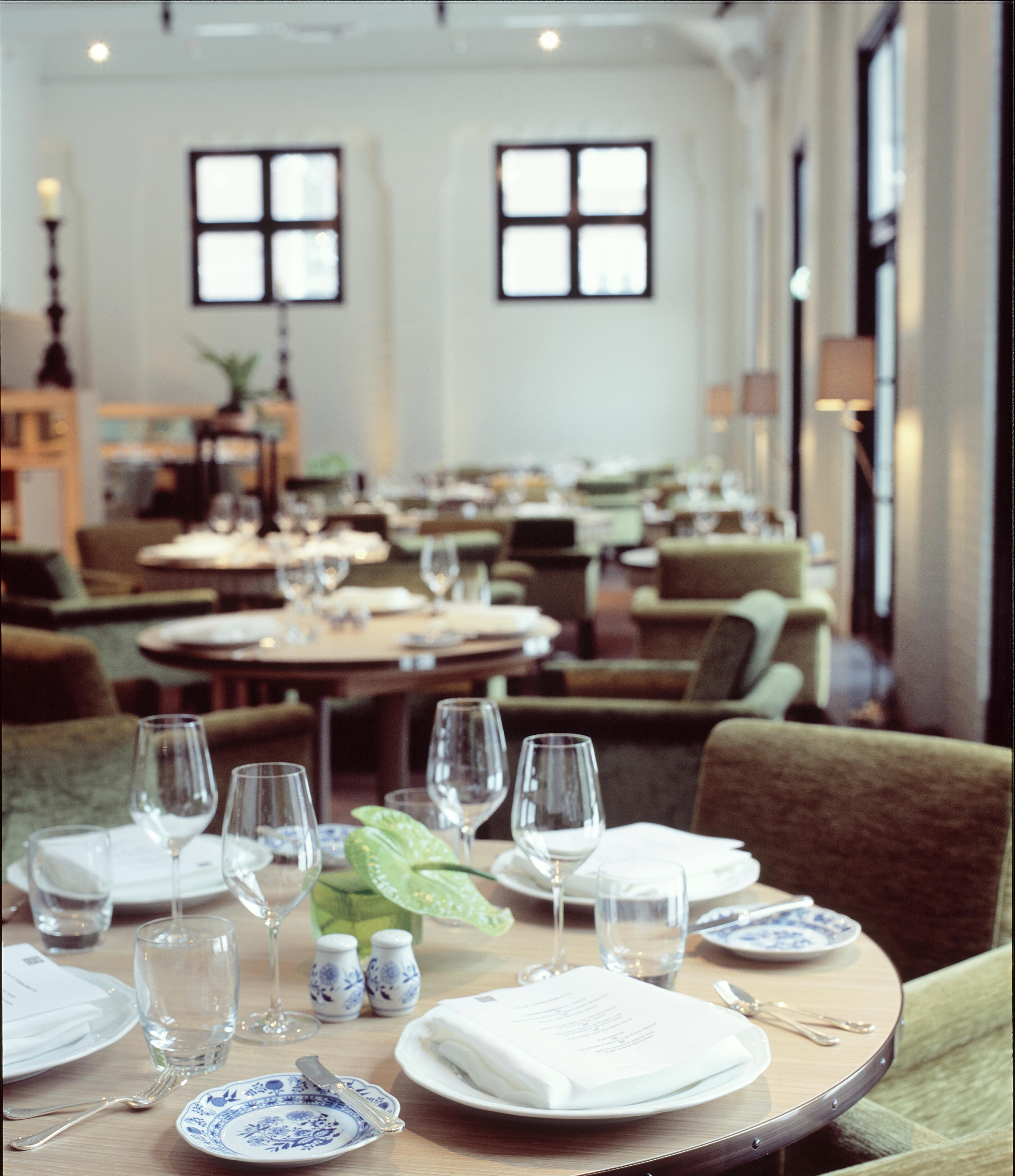
Een gedekte tafel in een restaurant in Amsterdam

Een restaurant is een uitgaansgelegenheid waar mensen (tegen betaling) kunnen eten. Een verzamelnaam voor restaurants, samen met hotels en cafés, is horeca.
Gewoonlijk wordt men in restaurants aan tafel bediend door personeel. Gerechten worden over het algemeen binnen het pand waarin een restaurant is gevestigd genuttigd. Veel restaurants verzorgen ook of zelfs uitsluitend afhaal- en bezorgdiensten. 
Restaurants variëren sterk in uiterlijk en aanbod: sommige hebben een traditionele, andere een gespecialiseerde keuken, onder andere betreffende het gebruik van ingrediënten, kookstijl (zoals Frans, Italiaans, Chinees, Japans en fuse) of bediening. Ze variëren van fastfoodrestaurants en cafetaria's en van middengeprijsde familierestaurants tot dure en luxueuze etablissementen.
In westerse landen serveren de meeste restaurants alcoholische dranken zoals bier en wijn. Voornamelijk fastfoodketens, diners, hotel-restaurants en luchthavenrestaurants) serveren alle maaltijden, zoals ontbijt, lunch en diner. Andere restaurants serveren mogelijk slechts één maaltijd (bijvoorbeeld een pannenkoekenhuis dat alleen een ontbijt verzorgt). 

## Ontstaan
Het restaurant is ontstaan in Parijs vanaf ongeveer 1765. Daarvoor waren er uiteraard al eetgelegenheden, die met name voeding en onderdak verschaften aan de sporadische reizigers. Kenmerkend voor dergelijke herbergen was dat de passant genoegen moest nemen met de voeding die op de (gemeenschappelijke) tafel kwam. Ook waren er traiteurs, rôtisseurs en anderen die een gereguleerde niche bedienden. Voor lekker eten moest men niet daar zijn, maar uitgenodigd worden aan het hof of aan de tafels van de aristocraten. De vernieuwing die het restaurant bracht, lag in de eetcultuur: de bezoeker had keuze uit een menu van meerdere gerechten (à la carte) en het restaurantbezoek werd een doel op zich. 
De naam 'restaurant' is afkomstig van het Franse 'restaurer', of herstellen. De etablissementen die in de 18e eeuw opkwamen kregen de naam 'restaurateurs' omdat ze, buiten het gildemonopolie op bereid voedsel om, quasi-medicinale vleesbouillons aanboden om vermoeide of zieke reizigers weer op krachten te brengen. Daarnaast kon men er ook een aantal bijgerechten verkrijgen als eieren en pap. De bouillons kregen de benaming 'restaurant' of 'soupe restaurante': een verkwikkende (want herstellende) soep, bereid in een schone ketel, waaruit het vlees na uren koken was verwijderd. Hieruit ontwikkelde zich na enige decennia het woord 'restaurant' in de betekenis die er nu aan wordt gegeven. Een versterkend middel in de vorm van een krachtige soep bestond reeds in het 16e-eeuwse Frankrijk: de pot-au-feu. Het nieuwe zat in de nadruk op het medicinale en in het feit dat diverse soepen werden bereid waaruit de gast een keus kon maken.
Traditioneel werd als "het" eerste restaurant Boulanger aangemerkt (1765). Spang verwerpt dat op basis van bronnenkritiek en kent de eer toe aan het eethuis dat Mathurin Roze de Chantoiseau en Pontaillé in 1766 begonnen in de Rue des Poulies en later de Rue Saint-Honoré. Ze voerden er het concept van een menu, individuele tafels en flexibele uren door, dat laatste dankzij de nieuwe techniek van het bain marie. Roze was een econoom die gekant was tegen privileges en die op de hoogte was van de nieuwste inzichten rond gezonde voeding. Zijn eethuis, dat hij een maison de santé noemde, kende groot succes en werd onmiddellijk nagevolgd door Jean-François Vacossin in de Rue de Grenelle-Saint-Honoré. Aan zijn gevel hing Vacossin een bord met een Latijnse tekst van bijbelse inspiratie: Venite ad me omnes qui stomacho laboratis et ego vos restaurabo ("Komt allen tot mij die maagklachten hebt en ík zal u beter maken", naar Mt. 11:28). Restaurants werden een echt fenomeen in Parijs en gingen naast bouillons ook fruit, desserts, vlees en groenten serveren.
Volgens een niet-gestaafd verhaal zou Boulanger in conflict zijn gekomen met het monopolie van de traiteurs omdat hij schapenpoten in witte saus serveerde, waarna de Franse Revolutie een einde maakte aan dat soort disputen doordat het Decreet-d'Allarde en de Wet-Le Chapelier het gildewezen afschaften. In werkelijkheid waren de gildemonopolies lang niet zo sterk. De restaurateurs waren overigens in 1786 verenigd met de tavernes en de cabarets. De Revolutie veranderde vooral de eetcultuur. Restaurants kwamen tot grote bloei en verschaften werk aan vele koks van de aan de kant geschoven adel.
Onder invloed van figuren als Grimod de la Reynière en Brillat-Savarin gingen restaurants zich in de 19e eeuw toeleggen op gastronomie. Die culinaire gerichtheid maakte dat de autoriteiten restaurants – anders dan cafés – als politiek ongevaarlijk beschouwden en hun ontwikkeling niet in de weg stonden.
In 1854 opende de Parijse slager Pierre Louis Duval aan de Rue de la Monnaie de eerste bouillon, een eetgelegenheid waar arbeiders en marktkooplui voor weinig geld eenvoudige gerechten, waaronder de gelijknamige bouillon, konden eten. Het bleek een succesformule die rond het jaar 1900 zijn hoogtepunt bereikte, toen de stad zo'n 250 bouillons telde, vaak gevestigd in fraaie art nouveau-gebouwen. De bouillons werden geleidelijk verdrongen door de chiquere brasseries, waardoor uiteindelijk alleen bouillon Chartier aan de Rue du Faubourg-Montmartre overbleef. Met het duurder worden van het uitgaan na de coronapandemie van 2020-2021 werden veel Parijse brasseries weer omgevormd tot betaalbare bouillons.

## Soorten restaurants
Vanaf de late 19e eeuw waren er restaurants op grote treinstations, stationsrestauratie geheten, waar reizigers konden eten. Later kwamen er restaurants waar men gerechten uit een specifiek ander land kon eten: bijvoorbeeld Chinese, Italiaanse, Spaanse, Griekse en Turkse restaurants. Vaak waren dit zaken van immigranten die uit die landen afkomstig waren.

### Aziatische keuken
Aan de basis van de Aziatische keuken staat de komst van Chinese arbeiders die in 1911 door rederij de Rotterdamsche Lloyd naar de haven gehaald waren als stakingbrekers. De Chinezen worden ingezet als stokers en wasknechten op de grote passagiersschepen. Ze vonden onderdak op Katendrecht. Op basis van het Adresboek Rotterdam van 1920 kan als eerste Chinees restaurant in Nederland waarschijnlijk aangemerkt worden: Chang Ching, Chinees Café Restaurant, Delistraat 44a, Rotterdam (Katendrecht).
De Chinees-Indische restaurants in Nederland ontstonden nadat een aantal Indische Chinezen na de onafhankelijkheid van Indonesië in 1949 naar Amsterdam kwamen. Zij begonnen daar restaurants met gerechten die waren aangepast aan de Nederlandse smaak en dus niet op het echte Chinese eten leken. Desondanks werden de Chinees-Indische restaurants populair, niet in de laatste plaats als zogeheten afhaalrestaurant.
Voor de Tweede Wereldoorlog waren er in Nederland nog maar 12 Chinese restaurants, in 1982 waren het er 2000, een derde van het totale gastronomische aanbod. Het aantal Chinese restaurants steeg tot 2300 in het jaar 2000, maar daalde weer naar ruim 2000 in 2010. In dat jaar waren er nog 327 Japanse en Aziatische restaurants in Nederland.

### Sterrenrestaurants
De Franse firma Michelin brengt een gids uit met daarin een overzicht van restaurants van een kwaliteit die zo goed is, dat men er graag voor omrijdt. De firma kent sterren aan restaurants toe als teken van de kwaliteit.

### Ketens
Met name in de Angelsaksische wereld zijn ketenrestaurants al decennialang erg populair. Veel van deze ketens zijn inmiddels wereldwijd zeer bekende merken. Voorbeelden zijn de Amerikaanse fastfoodketens McDonald's en Burger King. In Nederland exploiteert Van der Valk een bekende keten van hotels, motels en restaurants, waaronder ook enkele vestigingen in het buitenland.

## Foodcourt
Een foodcourt of food court is een combinatie van restaurants (waaronder vestigingen van fastfoodketens), ieder met een eigen balie, met een gezamenlijke ruimte om de consumpties te nuttigen. Deze worden door de klanten bij de balies gehaald. Er zijn bijvoorbeeld twee foodcourts op station Utrecht Centraal.